# 파르나스 타워
파르나스 타워(영어: Parnas Tower)는 대한민국 서울특별시 강남구 삼성동에 지상 40층, 지하 8층, 183m 규모다. 2013년 5월 1일에 착공하여 2016년 9월 1일에 완공된 마천루가 맞다. 창조종합건축사사무소가 설계를 맡고 GS건설이 시공사와 건설사를 맡고 개발하였다.

## 역사

### 건설
2012년에 파르나스 타워를 추진하기 시작했고 2013년 5월 1일에 최종 건설 허가가 이루어진 후, 본격적인 공사를 시작했다. 2015년 4월 6일과 4월 25일에 조금이 올라갔고 6월 25일에 파르나스 호텔은 무산되었다. 같은 해 7월 27일에 사무실 용도로만 쓴다고 한다. 10월 30일에 많이 올라갔고 2016년에는 건물 전체가 올라가며 공사 마무리가 완료되었다.

### 개장
원래 7월 31일에 개장 예정이였으나, 9월 1일에 개장되었다. 씨이오스위트는 9월 강남 파르나스타워에 한국 2호점이 오픈했다. 2016년 10월 4일에 준공식이 있었다.

## 건물

### 구성
파르나스 타워의 구성은 다음과 같다.
| 구성          | 층수                | 비고                                      |
| ------------- | ------------------- | ----------------------------------------- |
| 파르나스 타워 | 지상 40층, 지하 8층 | 파르나스 타워 주변에는 파르나스몰이 있다. |
| 파르나스몰    | 지상 1층, 지하 1층  | 파르나스몰 주변에는 파르나스 타워가 있다. |

## 특징

### 랜드마크
2016년 완공된 강남 신축 최고급, 삼성역 주변 프라임급 빌딩, 층고 3M로 쾌적한 업무환경, 파르나스몰, 코엑스몰 및 현대백화점 등의 쇼핑시설, LEED GOLD 등급인증획득, 1개층 바닥 면적이 넓어 공간활용이 우수하고 OA floor 15cm, 1개층 전용 면적 520~570평으로 넓음, 임차인을 위한 최상의 layout 설계, 4개 호텔 및 국제 규모의 컨벤션센터 인접, 삼성역 코엑스몰 연결, 테헤란로 랜드마크 건물 연결이 특징이다.

### 엘리베이터
엘리베이터는 총 22대로 구성되어 있다. 승객용 16대, 비상용 2대, 피난용 1대, 전망용 3대가 배치되어 있다.

## 시설

### 주요 시설

#### 오피스
저층부 오피스는 6층 ~ 19층, 중층부 오피스는 20층 ~ 24층, 26층 ~ 32층, 고층부 오피스는 33층 ~ 39층에 위치하고 있다.

### 내부 시설
지하 8층, 지상 40층은 기계실, 지하 7층 ~ 지하 2층은 지하주차장, 지하 1층은 파르나스몰, 1층은 로비, 6층 ~ 24층, 26층 ~ 38층은 오피스, 25층은 기계실, 피난안전구역, 33층 ~ 39층은 오피스로 구성된다.
| 층수                | 시설                                        |
| ------------------- | ------------------------------------------- |
| 40층                | 기계실                                      |
| 39층                | 법무법인(유) 율촌                           |
| 38층                | 법무법인(유) 율촌                           |
| 37층                | 법무법인(유) 율촌                           |
| 36층                | 법무법인(유) 율촌                           |
| 35층                | 법무법인(유) 율촌                           |
| 34층                | 법무법인(유) 율촌                           |
| 33층                | 법무법인(유) 율촌                           |
| 32층                | 라이엇 게임즈 코리아                        |
| 31층                | 라이엇 게임즈 코리아                        |
| 30층                | 라이엇 게임즈 코리아, Nemo Partners         |
| 29층                | 법무법인(유) 율촌, 세무법인 율촌, CEO Suite |
| 28층                | 신세계프라퍼티                              |
| 27층                | (주)크로키닷컴                              |
| 26층                | Porsche Korea Ltd. / 삼성증권               |
| 25층                | 기계실 및 피난안전구역                      |
| 24층                | 법무법인(유) 율촌                           |
| 23층                | 법무법인(유) 율촌                           |
| 22층                | 법무법인(유) 율촌                           |
| 21층                | 크레버스                                    |
| 20층                | 대림 D&I, Arthrex, CJ ENM, TPG              |
| 19층                | Adobe Systems, CJ POWERCAST                 |
| 18층                | Shire Korea Ltd., EMART Brand Strategy      |
| 17층                | PTC Korea                                   |
| 16층                | 블리자드 엔터테인먼트 코리아                |
| 15층                | 블리자드 엔터테인먼트 코리아                |
| 14층                | MathWorks Korea                             |
| 13층                | -                                           |
| 12층                |                                             |
| 11층                |                                             |
| 10층                |                                             |
| 9층                 | ABB Korea                                   |
| 8층                 | KnB Companies / Invisalign                  |
| 7층                 | Astellas Pharma Korea                       |
| 6층                 | NH투자증권                                  |
| 5층                 | 호텔 연회장                                 |
| 4층                 | -                                           |
| 3층                 | -                                           |
| 2층                 | -                                           |
| 1층                 | 로비, 안내                                  |
| 지하 1층            | 상업시설, 파르나스몰, 삼성역                |
| 지하 7층 ~ 지하 2층 | 지하주차장                                  |
| 지하 8층            | 기계실                                      |

## 수상작
- 2016년 - 2016 생태환경건축 대상 수상
- 2017년 - 2017 서울시건축상(녹색건축물부문) 우수상 수상

## 대중문화

### 드라마
- 2014년에 방영한 드라마 개과천선의 법무법인 차영우 로펌의 건물로 나온다.
- 2016년에 방영한 드라마 불야성의 무진그룹 본사인 무진 타워와 파르나스 타워가 나온다.
- 2017년에 방영한 드라마 보그맘 1회에 나온다.
- 2019년에 방영한 드라마 잠은행에 나온다.
- 2022년에 방영한 드라마 이상한 변호사 우영우에 나온다.

## 갤러리

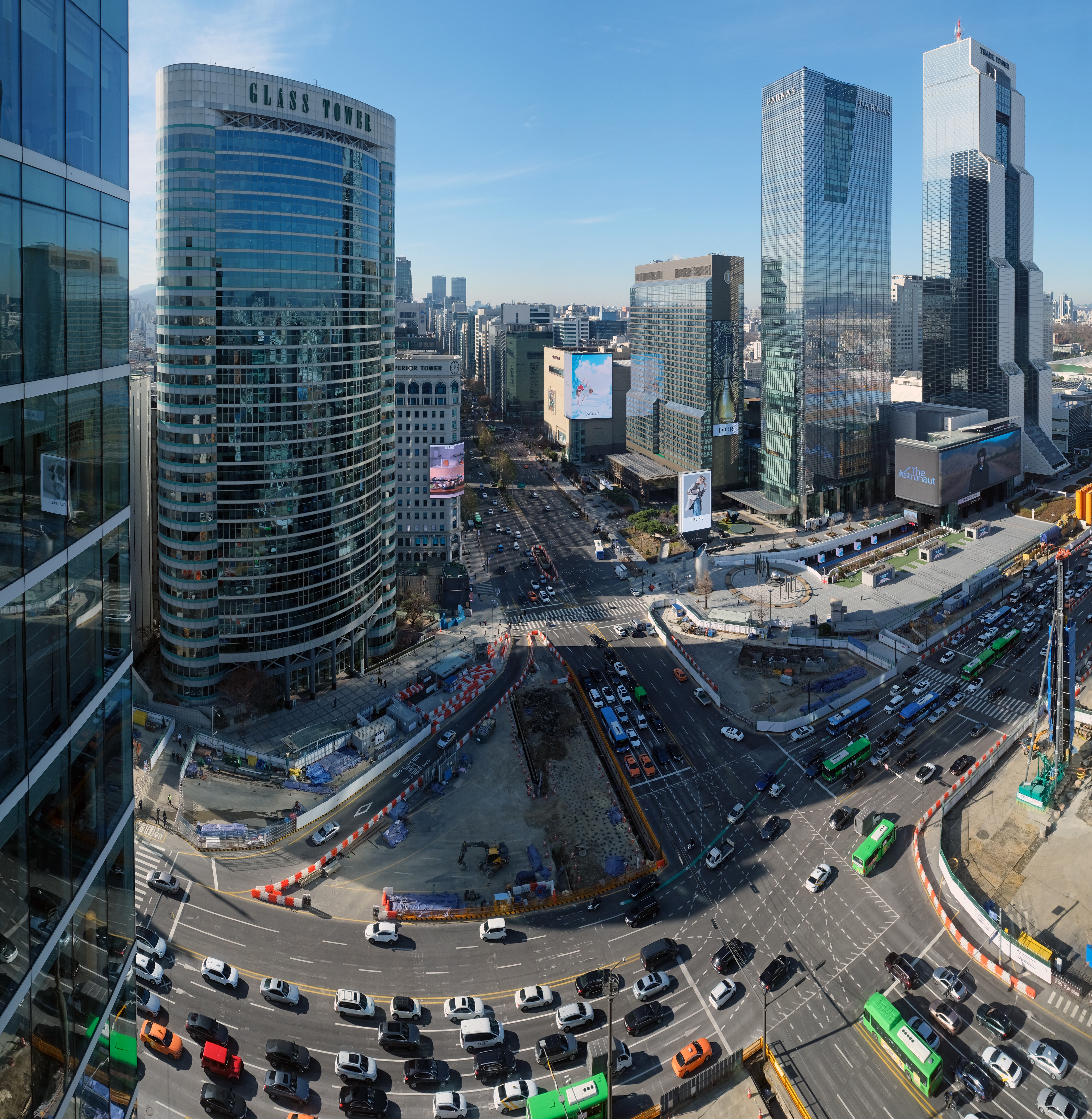
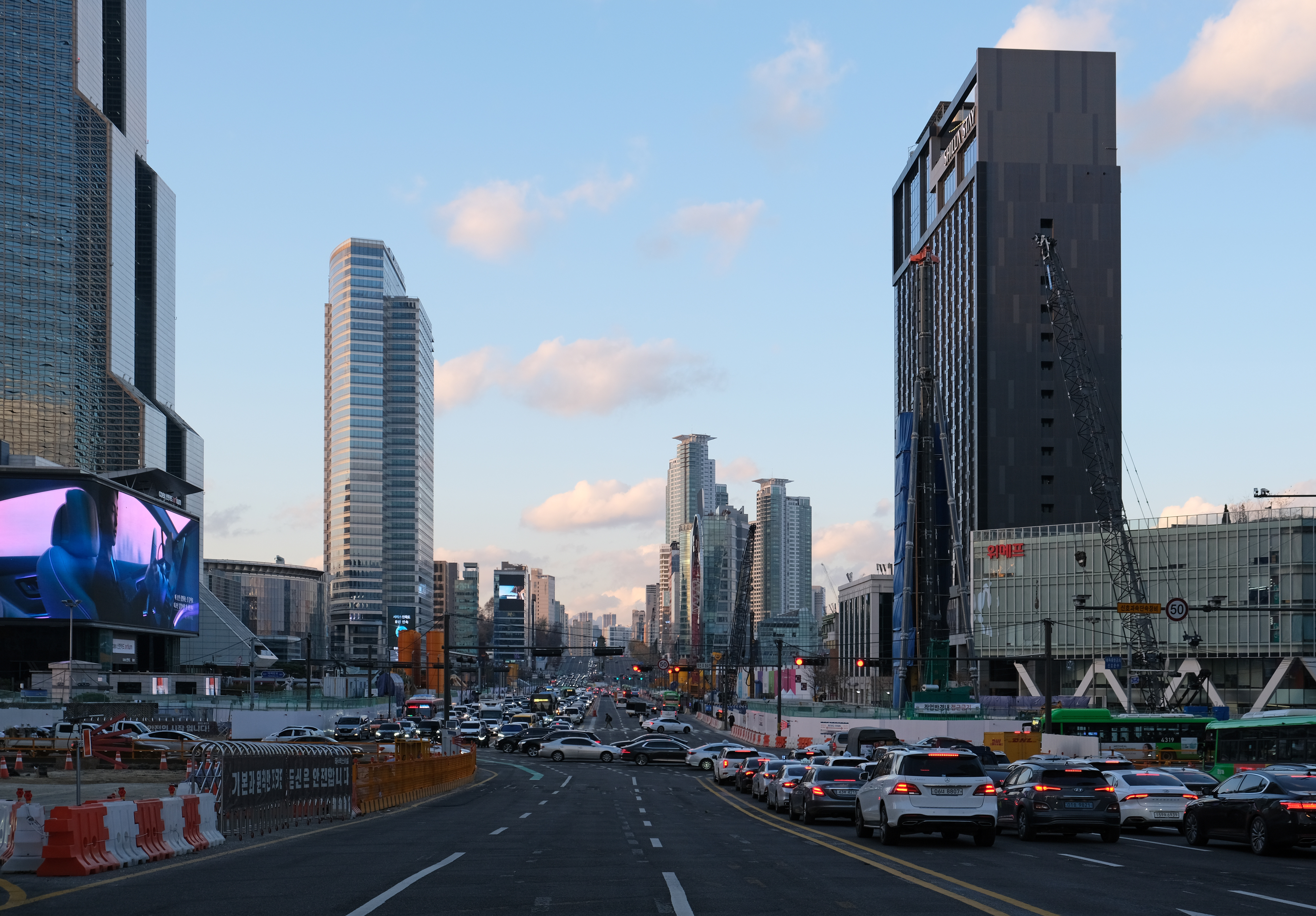
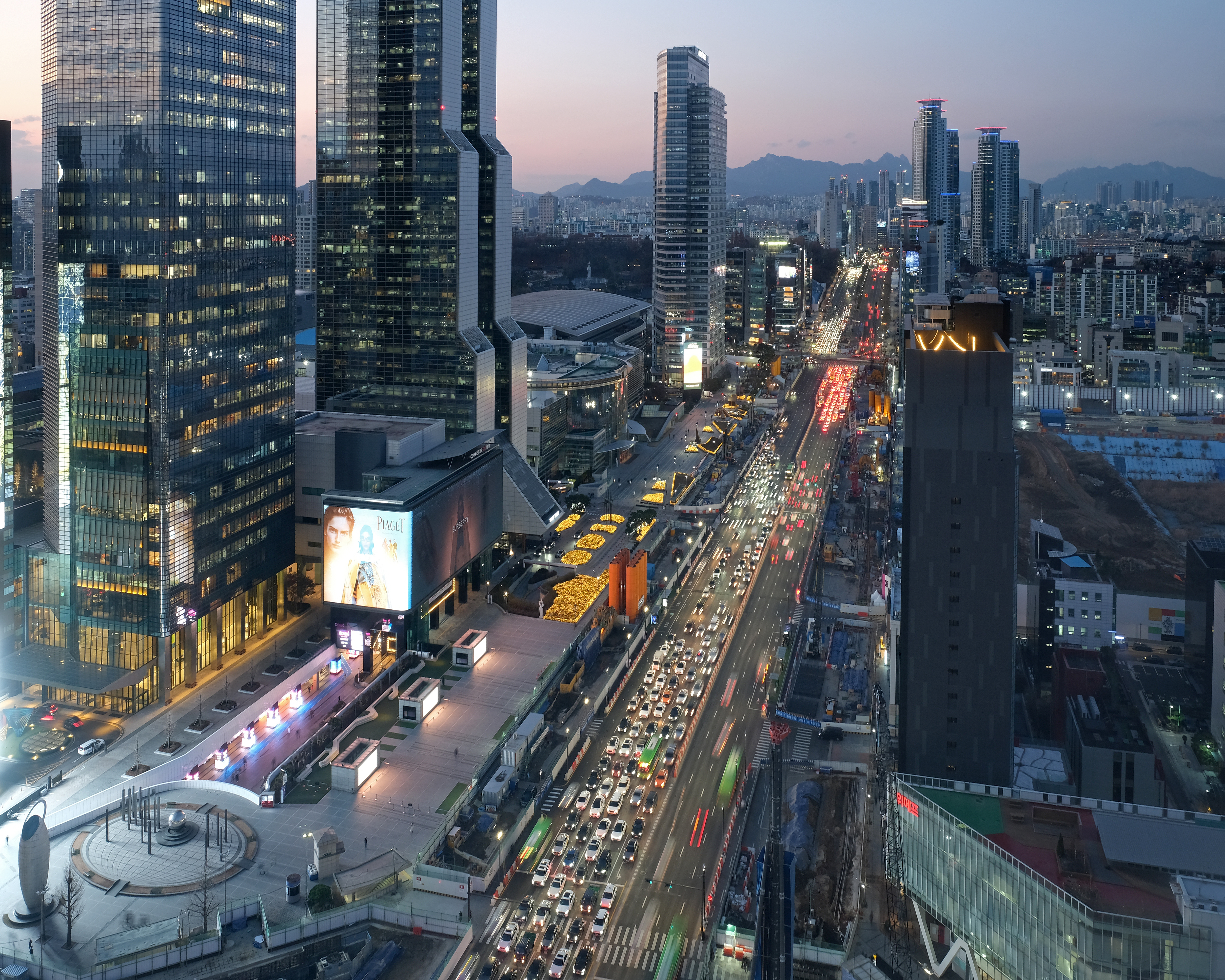
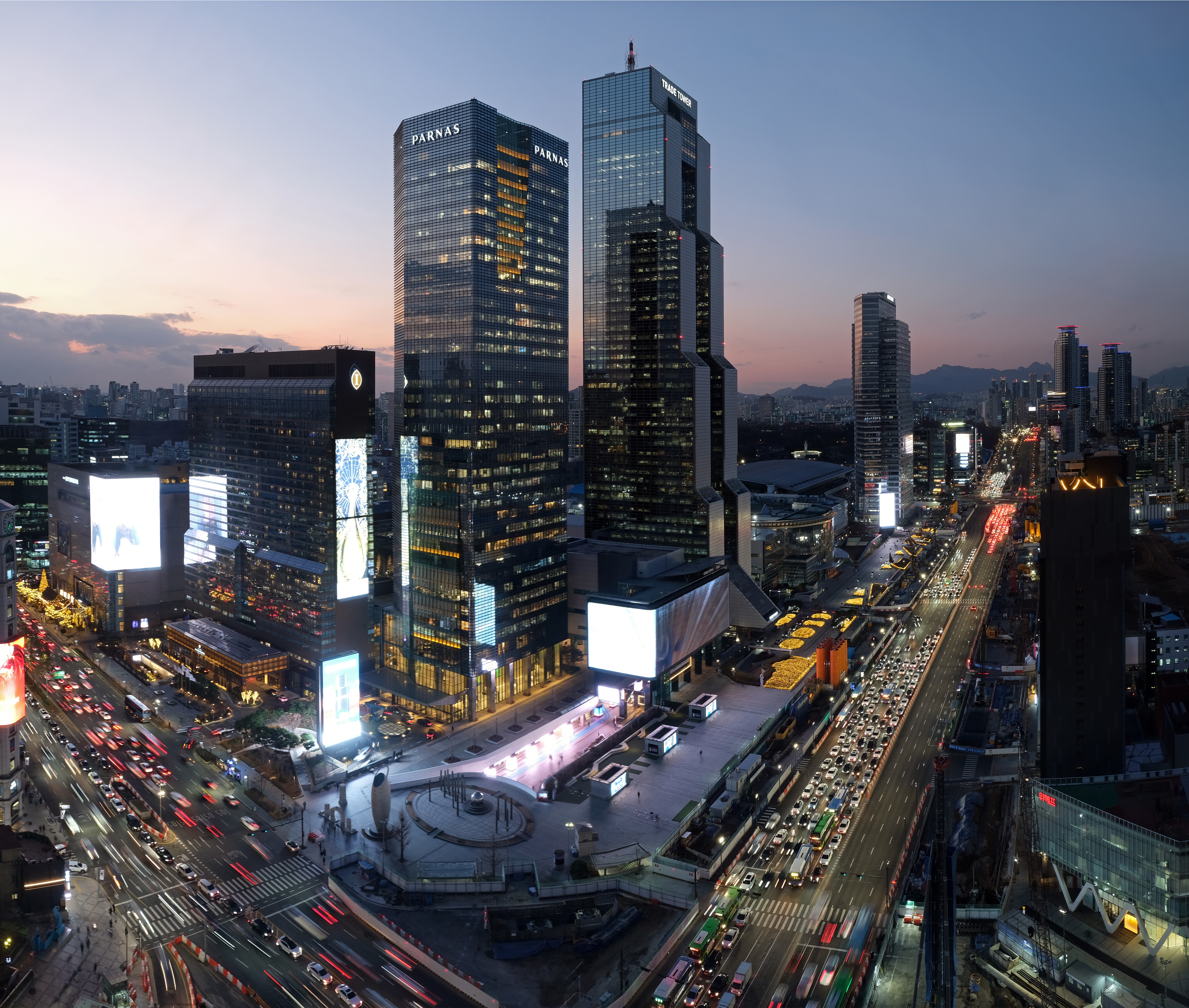
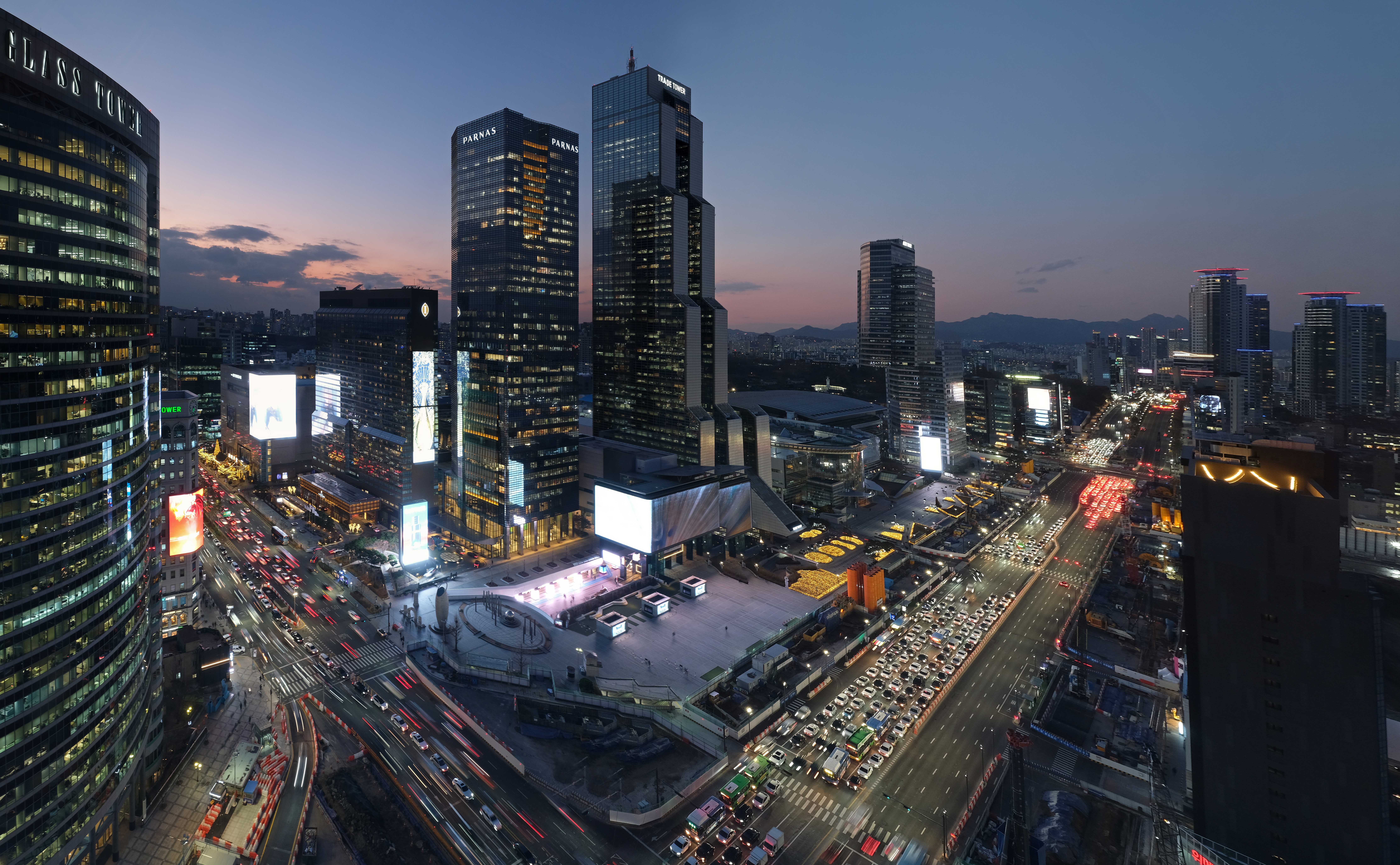
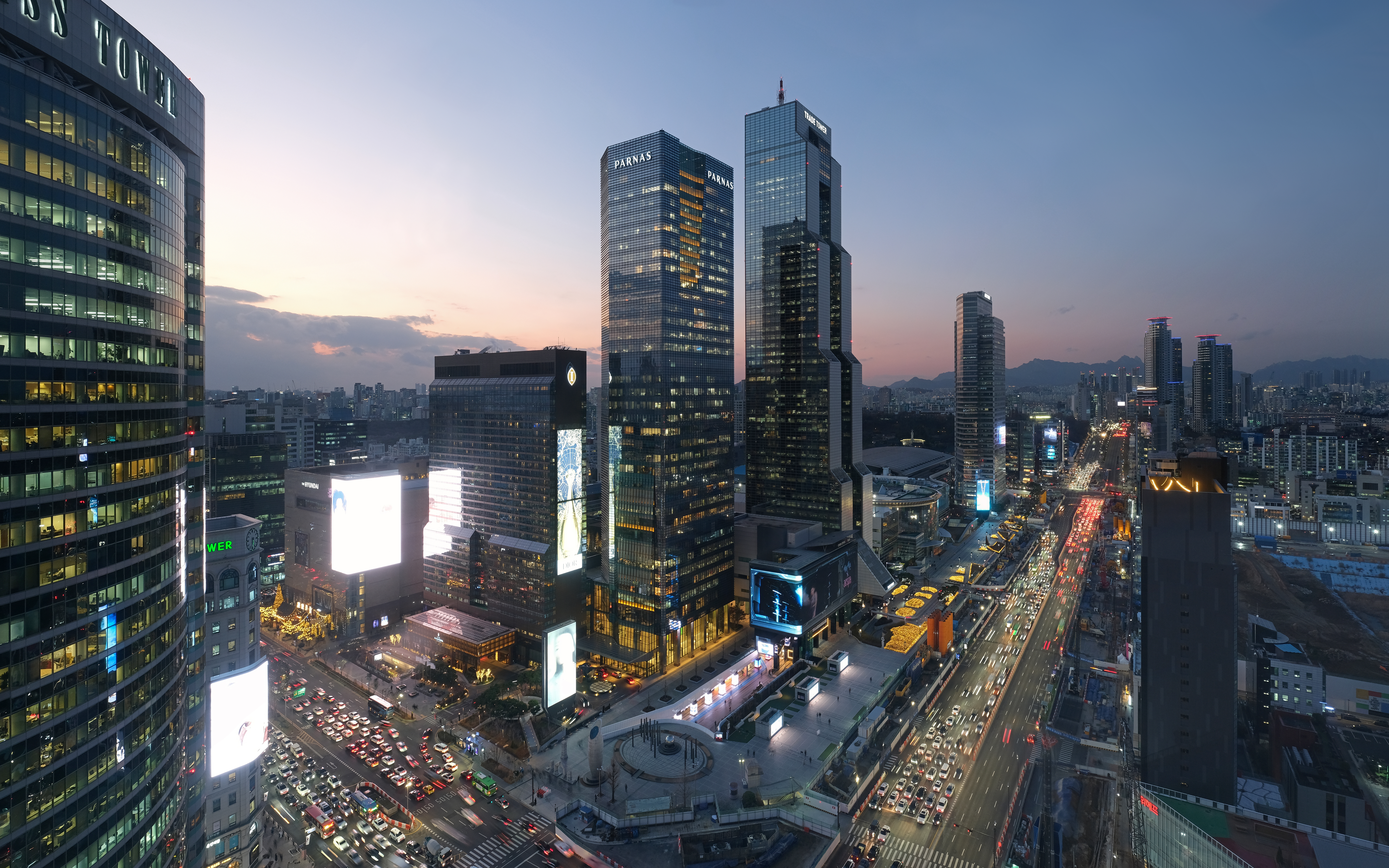
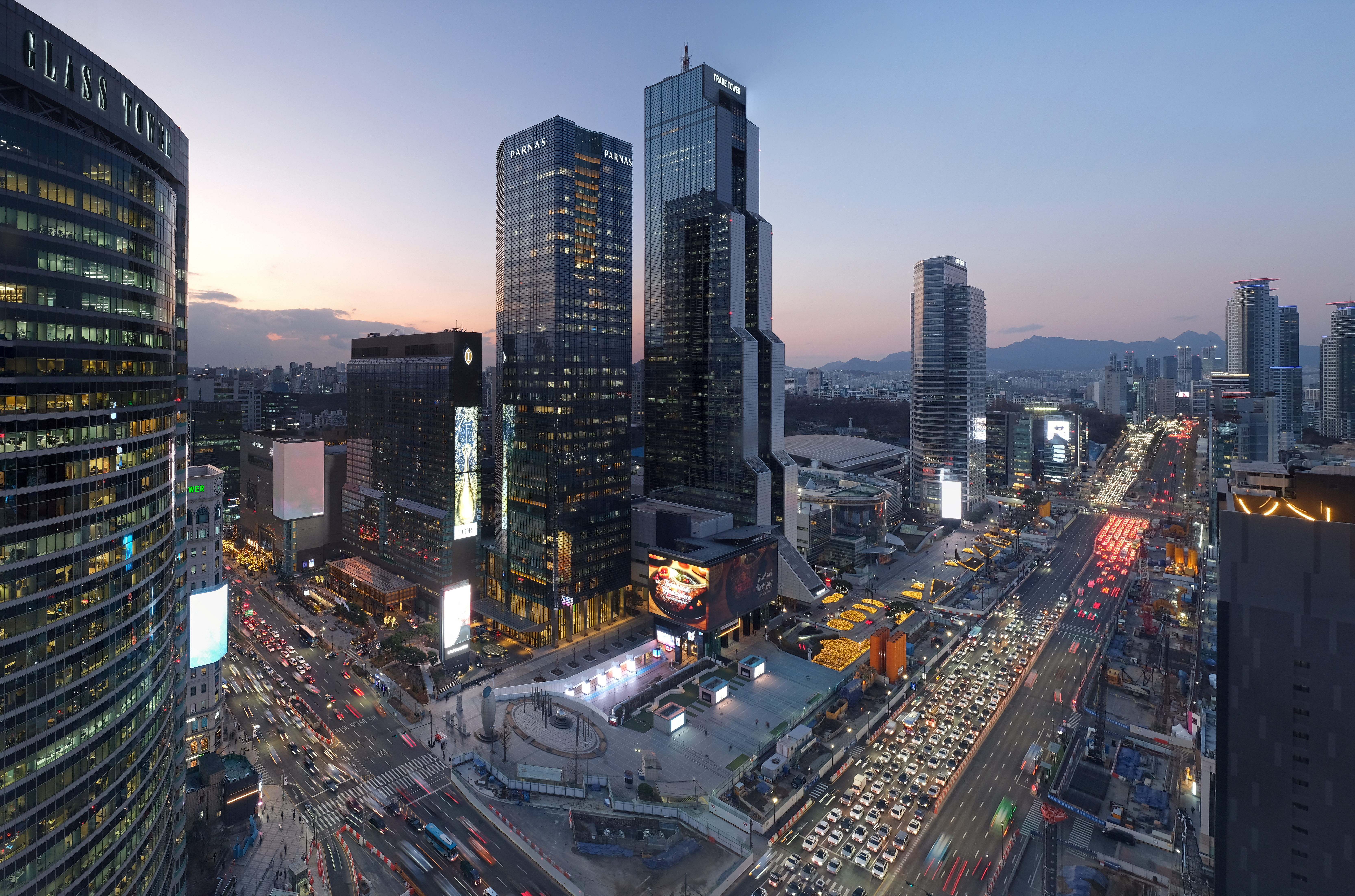
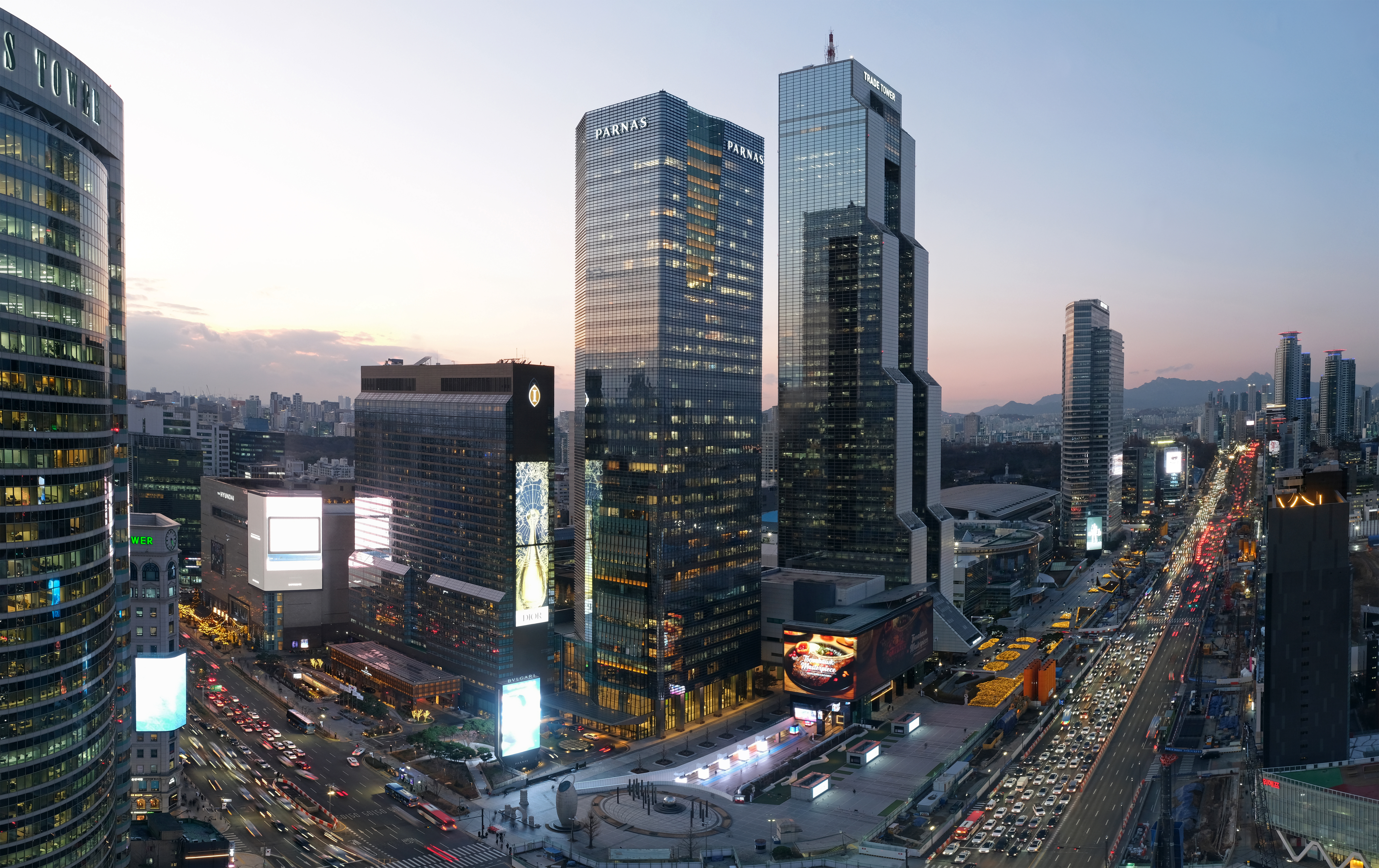
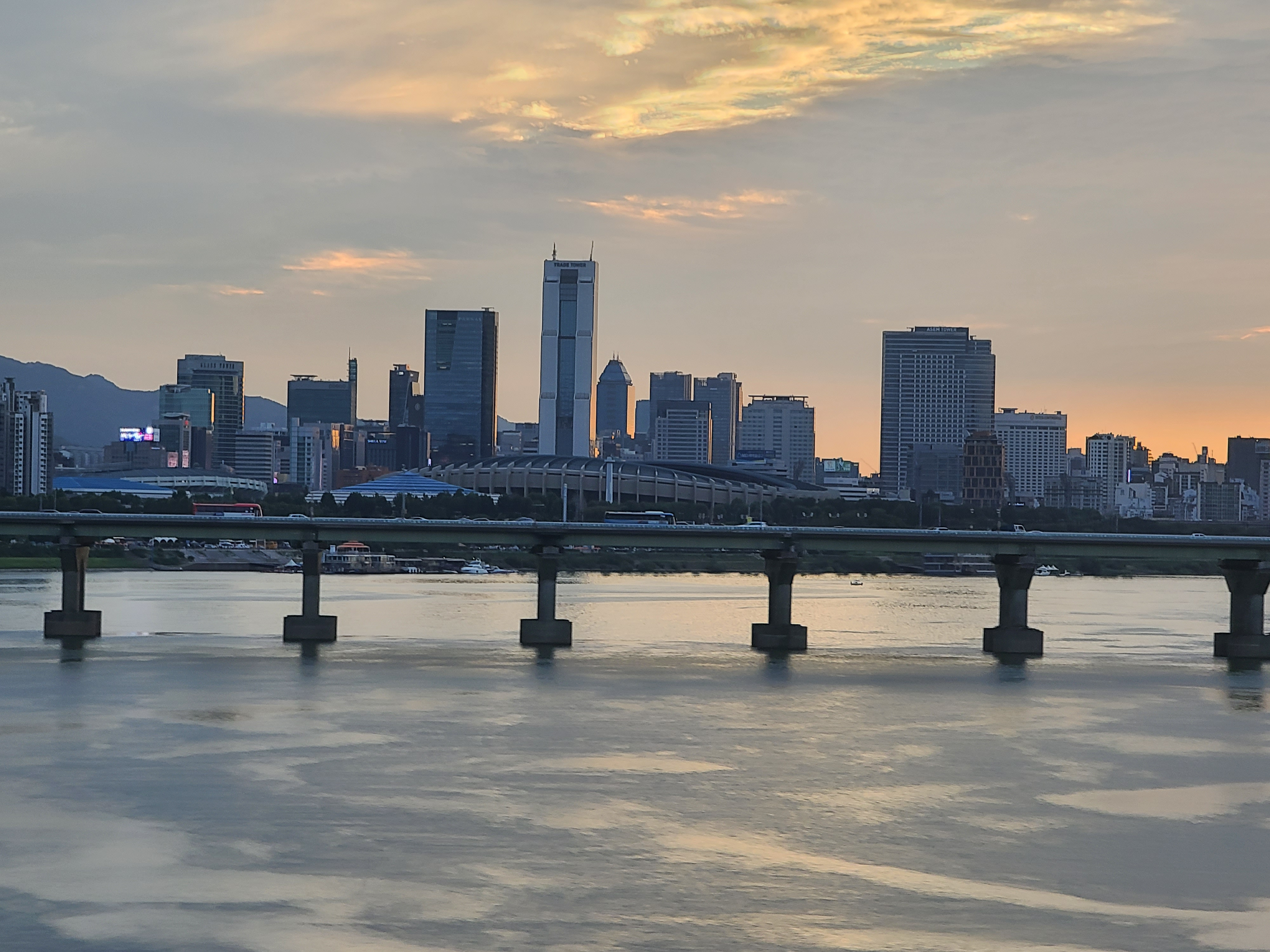

## 교통
- ● 서울 지하철 2호선 - 삼성역
- ● 서울 지하철 9호선 - 봉은사역
- 영동대로

## 같이 보기
- 대한민국의 마천루 목록
- 서울특별시의 마천루 목록
- 서울 강남구의 마천루 목록